# Euxoa niveilinea
Euxoa niveilinea är en fjärilsart som beskrevs av Augustus Radcliffe Grote 1882. Euxoa niveilinea ingår i släktet Euxoa och familjen nattflyn. Inga underarter finns listade i Catalogue of Life.